# Spirit of St. Louis
Spirit of St. Louis («Спирит оф Сент-Луис»; дословно — Дух Сент-Луиса) или Ryan NYP (от англ. New York to Paris; дословно — Нью-Йорк — Париж) — одноместный самолёт с одним двигателем производства «Райан эрлайнс», который был сконструирован специально для первого беспосадочного одиночного перелёта из Нью-Йорка в Париж (на расстояние 5810 км).
Полёт через Атлантику состоялся 20—21 мая 1927 года. Он продолжался 33 часа 30 минут от аэродрома Рузвельта, Лонг-Айленд, Нью-Йорк, до парижского аэродрома Ле Бурже. Самолёт пилотировал американец Чарльз Линдберг.

## Самолёт

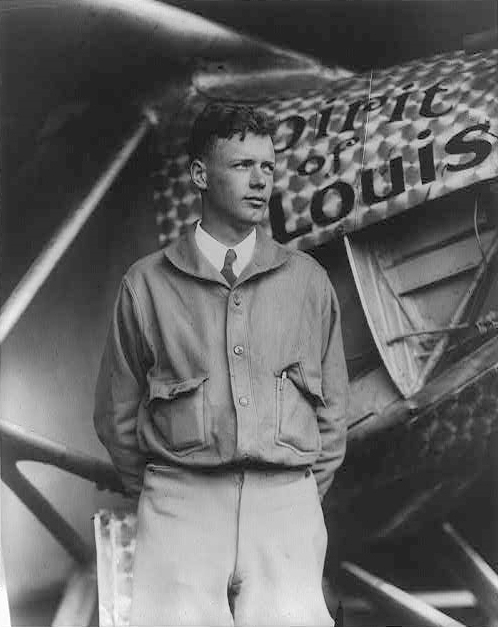
Линдберг у самолёта за несколько минут до взлёта

Самолёт был разработан Дональдом А. Холлом и построен самолётостроительной компанией «Райан эрлайнс» из Сан-Диего (Калифорния). Конструкция «Духа Сент-Луиса» была основана на конструкции почтового самолёта Ryan М-2, построенного в 1926 году. «Дух» был спроектирован и построен в сотрудничестве с Линдбергом в 1927 году. Одноместный самолёт этой модели стоил 10 000 долларов. Название самолёт получил в честь города Сент-Луис в штате Миссури, где жили спонсоры, финансировавшие полёт Линдберга.
Для увеличения дальности полёта основной большой топливный бак был установлен в передней части самолёта вместо передних окон, что делало полёт сложным (обзор только с помощью перископа), однако такое решение увеличивало дальность полёта и улучшало положение центра тяжести самолёта. Для уменьшения веса экипаж был сокращён до одного человека: Линдберг был одновременно пилотом и штурманом.

## Трансатлантический перелёт
Полёт считается важной вехой в истории авиации. О Линдберге как о национальном герое писали все американские газеты.
После успешного полёта над Атлантическим океаном Линдберг совершил целый ряд «полётов доброй воли» по странам Центральной Америки на самолёте «Спирит оф Сент-Луис». В Панаме в честь его прилёта было проведено специальное мероприятие. Никарагуа выпустила марку в честь годовщины полёта через Атлантику. Последний раз «Дух Сент-Луиса» поднимался в воздух 30 апреля 1928 года.
Ныне самолёт Линдберга выставлен на всеобщее обозрение в Национальном музее авиации и космонавтики в Вашингтоне.

## Характеристики и производительность
- Экипаж — 1 человек
- Длина — 8,4 м
- Размах крыла — 14,8 м
- Высота — 3 м
- Пустой вес — 975 кг
- Полный вес — 1310 кг
- Полезный объём — 1703 л

Схема самолёта

- Максимальная взлётная масса — 2330 кг
- Мощность двигателя — 166 кВт (223 л. с.) en:Wright R-790 Whirlwind
- Максимальная скорость — 220 км/ч
- Крейсерская скорость — от 160 до 175 км/ч
- Дальность полёта — 6600 км
- Практический потолок — 5000 м
- Нагрузка на крыло — 78 кг/м²
- Соотношение массы к мощности — 14 кг/кВт (10,4 кг/л. с.)

## Комментарии
1. ↑  Около 156 000 долларов в 2020 году[1]